# Gran Premio Internacional MR Cortez-Mitsubishi
El Gran Premio Internacional MR Cortez-Mitsubishi (oficialmente: GP International MR Cortez-Mitsubishi) fue una carrera ciclista profesional por etapas portuguesa que se disputaba en el Distrito de Lisboa. La prueba estaba patrocinada por Mitsubishi, una marca de automóviles japonesa, de ahí su nombre.
Se disputó desde 1998 hasta 2004, año de su desaparición. Constaba de cuatro etapas, una de ellas contrarreloj. La ciudad de Cacém solía acoger la salida o la finalización de la prueba.
El único ciclista que se impuso en más de una ocasión fue Ángel Edo, con dos.

## Palmarés
| Año  | Ganador                  | Segundo                      | Tercero                       |
| ---- | ------------------------ | ---------------------------- | ----------------------------- |
| 1998 | Ángel Edo                | Santiago Botero              | Paulo Jorge Ferreira de Moura |
| 1999 | Sergei Smetanine         | Youri Sourkov                | Delmino Pereira               |
| 2000 | Bruno Miguel Castanheira | Ángel Edo                    | José Enrique Gutiérrez        |
| 2001 | Juan Antonio Flecha      | Ángel Edo                    | René Andrle                   |
| 2002 | Dariusz Baranowski       | Rui Sousa                    | Gonçalo José Amorim           |
| 2003 | Fran Pérez               | Ángel Edo                    | Joan Horrach                  |
| 2004 | Ángel Edo                | Pedro Miguel Lopes Gonçalves | Pedro Cardoso                 |

## Palmarés por países
| País     | Victorias |
| -------- | --------- |
| España   | 4         |
| Rusia    | 1         |
| Portugal | 1         |
| Polonia  | 1         |